# Chicken Little (jeu vidéo)
Chicken Little  est un jeu vidéo d'action-aventure développé par Avalanche Software et Artificial Mind and Movement, édité par Buena Vista Games et sorti en 2005 sur GameCube, PlayStation 2, Xbox, Windows et Game Boy Advance. Il est adapté du film du même nom.

## Accueil
- IGN : 7/10[1] - 7,8/10 (GBA)[2]
- Jeuxvideo.com : 12/20[3] - 11/20 (GBA)[4]